# IKA Bergantín
El IKA Bergantín (o Kaiser Bergantín), es un producto de un convenio entre las Industrias Kaiser Argentina y la firma Alfa Romeo. Se trata de un automóvil mediano, destinado a la clase media argentina. Es el primer automóvil mediano considerado compacto producido en Argentina, y el que por primera vez incorporó una batería y circuito eléctrico de 12 voltios.

## Descripción
Era construido íntegramente en Santa Isabel (Córdoba, Argentina). Existen varias versiones:
- 4 cilindros estándar: de un solo color.
- 4 cilindros de Lujo: bicolor y de aspecto igual al Super6.
- 6 cilindros, Super6: bicolor.

Se produjeron 7.999 unidades de los 4 cilindros y solamente 356 de la versión Super 6. Muchos de los chicos se usaron como taxis, y de los "grandes" se hicieron muy pocos los que son muy buscados por los coleccionistas y es muy difícil encontrar alguno en buen estado de conservación. 
Inició su producción en marzo de 1960. Existen tres versiones: Standard, De luxe y una básica para taxis, dentro del segmento de los 4 cilindros.
Posee una carrocería Sedan autoportante con 4 puertas.
El vehículo cuenta con tracción trasera, refrigeración por agua y utilizaba nafta común. Contaba con un carburador Carter YF 2756 S y una palanca de cambios al volante con 3 velocidades. Su capacidad de combustible es de 45 litros, cuenta con frenos delanteros y traseros a Tambor.
Un detalle a mencionar de este vehículo es que fue el primer auto Argentino con instalación eléctrica de 12V.

## Características técnicas
Motor: IKA Continental 4L 151
Ciclo: 4 tiempos, árbol de levas lateral, válvulas laterales
Cilindrada: 2.480cc
Número de Cilindros: 4
Potencia: 77 CV
Tracción: Trasera 
Combustible: Nafta común
Carburador: Carter YF 2756 S
Transmisión: 3 velocidades (palanca al volante)
Tanque de nafta: 45 litros
Generador Eléctrico: Dínamo 12V, 25A.
Velocidad máxima: 130 km/h 

### IKA Bergantín Super6
En mayo de 1961 la fábrica presenta una nueva versión con 6 cilindros, con el mismo motor que el Kaiser Carabela. Su nombre es, el IKA Bergantín Super 6.
Un detalle exterior de esta versión es su doble color en la parte exterior del vehículo.
Motor: IKA Continental 6L 226
Ciclo: 4 tiempos, árbol de levas lateral, válvulas laterales
Cilindrada: 3.707cc
Número de Cilindros: 6
Potencia: 115 CV
Tracción: Trasera 
Combustible: Nafta especial
Carburador: Carter WCD 2807 S
Transmisión: 3 velocidades (palanca al volante)
Tanque de nafta: 45 litros
Generador Eléctrico: Dínamo 12V, 25A.
Velocidad máxima: 165 km/h 
La finalización de la fabricación del modelo Bergantín fue en el año 1962.